# Dacodonu
Dacodonu (em fon Dakodonu) foi rei de Abomei, no atual Benim, entre 1620 e 1650, em sucessão de seu irmão Ganerreçu ou mesmo seu pai Dobagri-Donu. De acordo com a tradição fom, seu irmão era herdeiro aparente de Dobragri-Donu, mas tão logo seu pai faleceu em 1620 e Ganerreçu foi a Aladá, Dacodonu tomou-lhe o trono. No seu tempo, lutou contra os guedevis e os submeteu e estabeleceu sua capital na fortificada Abomei. Ao que parece, não usou o título real, se declarando chefe do clã agassuvi. Também erigiu a vila subterrânea de Agongointo-Zungudo. Foi sucedido por seu filho Uebajá em 1645, ao falecer.